# (143048) Margaretpenston
(143048) Margaretpenston est un astéroïde de la ceinture principale.

## Description
(143048) Margaretpenston est un astéroïde de la ceinture principale. Il fut découvert le 2 novembre 2002 à La Palma par Alan Fitzsimmons et Iwan Williams. Il présente une orbite caractérisée par un demi-grand axe de 2,53 UA, une excentricité de 0,12 et une inclinaison de 5,0° par rapport à l'écliptique.

## Compléments